# Locketina pusilla
Locketina pusilla là một loài nhện trong họ Linyphiidae.
Loài này thuộc chi Locketina. Locketina pusilla được Alfred Frank Millidge & Anthony Russell-Smith miêu tả năm 1992.